# Id Tech
id Tech је низ одвојених покретача игара дизајниран и развијен од стране id Software. Пре представљања игре Rage, базирана по id Tech 5, покретачима је недостајала службена ознака и као такве са једноставно називају Doom и Quake покретачи, од имена главне серије игара покретачи су развијени за. "id Tech" каснија издања 2, 3, и 4 су пуштени као слободни софтвери под GNU General јавне лиценце, заједно са изворним кодом за Wolfenstein 3D, Doom и Quake.
Према Eurogamer.net, "id Software је синоним за PC покретаче игара, јер је концепт одвојеног покретача игре први он популарисао." Међутим id Tech 4 имао је много мање дозвола него Unreal Engine из Epic Games, и id планира да поврати замах са id Tech 5, све док их је купио ZeniMax Media који намерава да задржи id Tech покретаче искључиво за id студио.

## Претходници
id Software је развио 3D покретаче за неколико игара пре Doom-а. Покретач сваке игре је имао прогресивно напредну 3D технологију.
- Hovertank 3D (1991) користи solid боје извучене зидови и променљивих sprites-а.
- Catacomb 3-D (1991) додат је texture mapping за зидове.
- Wolfenstein 3D (1992) Повећао је палету боја са 16 боја EGA на 256-боја VGA. Такође је покретач лиценциран и за друге компаније
- Shadowcaster (1993) карактеристично смањење осветљења, текстурно-мапирани подови и плафони, зидови са променљивим висинама и нагнути подови.[2]

## id Tech 1
Раније познат као "Doom" покретач. Доом покретач покреће  id Software игаре Doom и Doom II: Hell on Earth. Направљен је од стране John Carmack, са помоћним функцијама које су написали Mike Abrash, John Romero, Dave Taylor и Paul Radek. Оригинално развијен на NeXT рачунарима, што је касније пренето у MS-DOS за Doom је почетном издању, а касније се користило на неколико конзолних игара и оперативним системима. Код се користио и за неколико других наслова, као што су Heretic and Hexen: Beyond Heretic (од Raven Software), и Strife: Quest for the Sigil (од Rogue Entertainment).

## id Tech 2
Раније познат као "Quake покретач" и / или "Quake II покретач", и оригинално написан да покреће 1996-сте Quake, написан од стране id Software. Имала је true 3D рендеринг у реалном времену и то је први id Tech покретач који користи client–server модел.
Quake покретач је ажуриран са новим издањем под називом QuakeWorld која садржи код да побољша способности умрежавања Quake као одговор на захтев за игру преко интернета мрежних игара које су настале као резултат коришћења Quake‍ -овог UDP-а за умрежавање. Касније је поново ажуриран за Quake II са побољшањима као што су обојена осветљења и новом формату MD2 модела.

## id Tech 3
Раније познат као "Quake III Arena engine", је покретач игре развијене од стране id Software за њихову видео игру Quake III Arena.
Quake III Arena покретач је ажуриран у печу (patch) 1.26 и новије верзије се називају "Quake III Team Arena engine" са новим форматом MD4 - скелетни модели и огромни отворени простори. Касније је поново ажуриран за "Return To Castle Wolfenstein engine" и укључени су нови "single player script" систем.

## id Tech 4
Раније познат као "Doom 3 engine", id Tech 4 је почео као проширење id Tech 3. Током развоја, то је у почетку била само потпуна преписка од рендеринг покретача, док је још увек задржавао друге подсистеме, као што су приступ датотекама, и менаџмент меморије. Одлука да се пребаци са C на C++ програмски језик захтевали су реструктурирање и преписке од остатка покретача; Данас, док id Tech 4 садржи код са id Tech 3, много тога је преписано.

## id Tech 5
Овај покретач се користи за id Software франшизу  "RAGE". Покретач на основу оквира системских датотека, неке технологије укључене су GUI систем из id Tech 4, укључујући нови приказивач, МеgaTexture 2.0 технологије, лагане сенке и јос доста тога. id захтева компаније које користе покретач да објаве своје игре преко "сестринске" фирме, Bethesda Softworks.

## id Tech 6
id Tech 6 је предстојећи покретач игре за  "DOOM" коју развија id Software.